# 페도라 리눅스
페도라 리눅스(영어: Fedora Linux)는 페도라 프로젝트가 개발한 컴퓨터 운영체제이다. 레드햇의 후원과 개발 공동체의 지원아래 개발된 일반적인 목적을 가진 RPM기반의 소프트웨어가 결합된 운영체제이다. 현재 페도라 프로젝트의 목적은 자유 소프트웨어의 진보를 이끌고 여러 개발 공동체를 단합하는 것이다.
페도라 프로젝트의 주요 목표는 자유, 오픈 라이선스 아래 개발된 소프트웨어를 아우르는 것과 컴퓨터 기술의 첨단을 선도해나가는 것이다.
페도라는 상대적으로 짧은 교환주기를 갖는다. 6개월 간격으로 새로운 버전이 배포되며 지원기간은 각 버전마다 13개월씩으로 매우 짧다. 페도라의 이러한 특성은 페도라에서의 소프트웨어 개발이 안정적으로 이루어지기 위해서는 새로운 버전으로 계속 교체해야 한다는 문제점을 야기한다.
2008년 리눅스 커널의 개발자인 리누스 토르발스는 PowerPC와의 호환성 때문에 페도라를 이용하기 시작했다.
디스트로워치에 따르면 페도라는 2011년 8월 인기있는 리눅스 배포판 3위에 올랐다.

## 역사
페도라 프로젝트는 2003년 레드햇 리눅스가 배포를 중단하면서 시작되었다. 레드햇 엔터프라이즈 리눅스(Red Hat Enterprise Linux, RHEL)가 레드햇 리눅스에서 유일하게 지원하는 배포판이 되자, 페도라는 자연스럽게 공동 프로젝트와 배포판이 되었다.
페도라라는 이름은 레드햇 리눅스 배포를 위한 추가 소프트웨어를 제공하는 자발적 프로젝트인 페도라 리눅스와, 레드햇의 섀도맨(Shadowman)로고의 특징을 이루는 중절모(Fedora)에서 유래하였다. 페도라 리눅스는 나중에 페도라 프로젝트로 흡수되었다. 비록 예전에 페도라 창고 관리 소프트웨어를 개발한 개발자와 분쟁이 있었으나, 페도라는 레드햇의 상표이며 이 문제는 현재 해결된 상태다.
레드햇 사는 기업용 운영체제로 레드햇 엔터프라이즈 리눅스(RHEL)를 개발해 판매하고 있는데, RHEL은 페도라 코어를 이용해 만든다. 예를 들면 2006년 말에 발표된 RHEL 5는 페도라 코어 6을 기반으로 만들어졌다. 레드헷에서 페도라 프로젝트를 내놓은 이후에, 다른 상업용 리눅스와 썬, 노벨 등의 유닉스 판매 회사들이 판매용 배포판과 밀접한 관련이 있는 공동체를 만들었고, 이들 공동체의 배포판들은 상업용 배포판의 새로운 오픈 기술의 실험실 역할을 맡고 있다.
초기에는 페도라 코어(Fedora Core)였으나 버전 7부터는 "코어"를 떼고 단순히 "페도라"로 불리게 되었다.

## 특징

### 배포
페도라의 배포는 여러 가지 방법으로 이루어진다.
- 페도라 DVD/CD 세트 : 한장의 DVD나 여러 장의 CD를 이용하여 설치
- 라이브 이미지 : 라이브 디스크를 만들거나 USB에 페도라를 저장하거나 선택적으로 하드디스크에 설치할 수 있는 DVD나 CD 이미지
- 온라인 설치 : HTTP, FTP, NFS를 통한 설치

페도라는 페도라 스핀(Fedora Spins)라 불리는 다양한 방법을 통해 배포될 수 있다. 이 다양한 방법들은 소프트웨어 패기지의 특정한 조합과 최종 사용자가 사용하기 원하는 소프트웨어들을 우선적으로 고려한다. 페도라 스핀은 여러 개발 공동체에 의해 개발되었다.
페도라 배포판에 포함되어 있는 상용리눅스배포판을 위한 추가 패키지들은 페도라에 기반한 래드햇 엔터프라이즈 리눅스(RHEL)과 이와 호환되는 CentOS의 안정성을 높이는데 기여를 하기 위한 자발적인 참여의 일환이다.
페도라의 소프트웨어 패키지 관리는 Yum을 기반으로 하며, 그래픽 인터페이스 방식으로, "pirut"와 "pup"와 업데이트가 있을 때 가동하는 "puplet"가 있다. apt-rpm은 yum의 대용품으로, 데비안/우분투에 사용되는 apt-get 관리 패키지를 설치할 수 있게 해준다. 게다가, 바깥에 있는 저장소를 시스템에 추가하면, 페도라에 포함되지 않은 패키지(일반적으로 저작권 혹은 특허 문제 등)들을 설치할 수 있다.

### 소프트웨어 저장소
페도라 7 이전에는 두가지의 중요한 저장소가 있었다. Core와 Extras가 그것이다. 페도라 Core는 래드햇사로부터 개발된 운영체제를 위해 필요한 모든 패키지를 담고 있으며 DVD나 CD형태로 제공되었다. 페도라 Extras는 DVD나 CD형태로 제공되지 않는 개발공동체에서 개발된 패키지들로 구성되어 있었다. 페도라 7부터는 Core와 Extras가 통합되었으며 페도라 Core와 페도라 Extras라는 명칭을 페도라로 일원화하였다. 이러한 통합으로 래드햇사에서 개발한 패키지만을 사용할 수 있게 되었다.
물론 페도라 7이 배포되기 이전에 페도라 Legacy라 불리는 세 번째 저장소가 있었다. 이 저장소는 자발적으로 운영되었으며 래드햇사에서 지원을 하지 않는 페도라의 지원 기간을 연장하기 위해서 고안되었다. 페도라 Legacy는 2006년 12월 폐쇄 되었다.

### 보안
보안은 페도라의 중요한 기능 중 하나다. 페도라의 중요한 보안 기능은 리눅스의 여러 보안 기능을 종합한 SELinux다.
페도라는 버전2부터 SELinux를 내장하고 있다.

## 버전
다음은 이제까지 나온 페도라의 버전과 지원 사항이다.

### 페도라 9
코드네임이 Sulphur인, 페도라 9는 2008년 5월 13일에 발표되었다.
페도라 9는 다음과 같은 새로운기능을 포함하고 있다:
- KDE 4가 KDE의 기본 버전으로 포함된다.
- 오픈JDK 6가 아이스트티를 대체한다.[8][9]
- ext4가 지원된다.
- 패키지킷이 yum의 프론트앤드 프로그램으로 포함되고, 기본 패키지 관리자가 (기존 Pirut에서 패키지킷으로) 대체된다.
- 원 세컨드 X는 X 윈도 시스템이 거의 1 ~ 2초만에 실행되도록 하는 클라이언트다.[10]
- 아나콘다가 많이 개선된다.[11] 개선된 기능중에, ext2, ext3과 NTFS 파일 시스템의 재조정을 지원하며, 암호화된 파일 시스템에 페도라를 설치할 수 있다.
- 파이어폭스 3도 기본으로 포함될 예정이다.

### 페도라 10
캠브리지 (Cambridge)라는 코드명을 지닌 페도라 10은 2008년 11월 25일에 공개되었다. 페도라 10은 아래와 같은 기능을 포함하고 있다:
- 새로운 "솔라" 테마
- 리눅스 민트와 흡사한 웹 기반 패키지 설치자
- (레드햇 그래픽 시동 대신에 사용된) 플리머스(Plymouth)를 사용한 빠른 시동
- 향상된 웹켐지원
- 그놈 2.24
- KDE 4.1.2
- 슈거 기반 내장
- ext4 파일 시스템 지원
- RPM 4.6
- 넷빈스 6.1[14]

### 페도라 11
2009년 6월 9일 발표되었으며 코드명은 '레오니다스(Leonidas)'다.
주요 특징은 다음과 같다.
- ext4를 기본 파일 시스템으로 채택
- Btrfs로 포맷하고 설치 가능(시동할 때 IcantbelieveitsnotBTR 옵션 추가)
- 컴퓨터 전원 가동부터 데스크톱 진입까지 걸리는 시간: 20초 안팎
- GNU C 컴파일러 4.4
- K 데스크톱 환경 4.2.2
- 그놈 2.26.1
- 리눅스커널 2.6.29-4
- 이클립스 3.4.2
- 넷빈스 6.5
- 오픈 소스 기반의 엔비디아 드라이버의 커널 모드 세팅
- 오픈오피스 3.1.0
- 파이썬 2.6
- Xfce 4.6
- X 윈도 시스템 서버 1.6

### 페도라 12
최근 출시된 버전의 이름은 '콘스탄틴(Constantine)'으로 2009년 11월 17일에 출시되었다. 주요 특징은 다음과 같다.
- 웹캠 지원 강화
- 오디오 환경 개선
- 자동 버그 보고 도구
- 광대역 관리에 사용되는 네트워크 관리자 강화
- 모블린 인터페이스 지원
- 많은 가상화 기능의 향상
- GCC 4.4 지원
- 그놈 2.28
- KDE 4.3
- 리눅스 커널 2.6.31
- Php 5.3

### 페도라 13
고다드(Goddard)라는 코드네임을 가진 페도라 13은 2010년 5월 25일 출시되었다. 페도라프로젝트의 총괄자인 Paul Frields는 "이 버전을 출시하면서 보건데 우리는 가볍고 샤프한 페도라를 만들려고 했지만 결국에는 호화스럽고 광택있는 페도라를 만들었다."라고 언급하였다.
페도라 13의 주요한 특징은 다음과 같다.
- 프린터 드라이버를 자동으로 설치
- 언어팩을 자동으로 설치
- 사용자계정 도구를 개선
- 모니터와 스캐너를 조정하기 위한 색상관리자 제공
- 엔비디아 계열 그래픽 카드를 위한 3D경험 제공
- 인터넷을 통한 페도라를 설치하는 새로운 방법
- 사용자를 위한 SSD장치 인증
- NFS시스템 업데이트
- Zarafa소프트웨어 포함
- Btrfs파일 시스템 적용을 위한 시스템롤백프로그램
- Java EE 6을 완전히 지원
- KDE PulseAudio 지원
- 네트워크관리자 인터페이스 개선

### 페도라 14
라프린(Laughlin)이라는 코드네임을 가진 페도라 14는 2010년 11월 2일에 출시되었다.
페도라 14의 주요기능은 다음과 같다.
- 부스트(Boost)라이브러리 1.44
- D (프로그래밍 언어) 포함
- libjpeg를 libjpeg-turbo로 업그레이드
- 그놈 Shell을 포함

### 페도라 15
러브락(Lovelock)이라는 코드네임을 가진 페도라 15는 2011년 5월 24일에 출시되었다.
페도라 15의 주요한 특징은 다음과 같다.
- 그놈 3
- 오픈오피스가 리브레오피스로 대체되었다.
- 부트로더의 안정성을 높였다.

### 페도라 16
베른(Verne)이라는 코드네임을 가진 페도라 16은 2011년 10월 4일에 베타 버전이 출시되었으며, 11월 8일에 정식 버전이 나왔다. 주요 특징은 다음과 같다.
- GRUB 2
- 그놈 3.2
- 일반 사용자의 UID와 GID가 1000부터 시작한다.
- Trusted Boot(tboot)을 지원한다.

### 페도라 17
비피 미라클(Beefy Miracle)라는 코드네임을 가진 페도라 17은 2012년 5월 29일에 정식 버전이 출시되었으며 주요 특징은 다음과 같다.

- 그놈 3.4, KDE 4.8
- 오픈스택, 유클립투스, 오픈네뷸라 지원
- 64비트 버전을 기본으로 지원(다운로드시 기본 설정이 64bit 버전임)

### 페도라 18
"Spherical Cow"라고 불리는 페도라 18이 2013년 1월 15일에 나왔다. 주요 특징은 다음과 같다.
- 그놈 3.6.2, KDE 4.9, Xfce 4.10
- MATE와 Cinnamon 데스크톱 환경을 지원
- 256 색상 터미널 기본 지원
- UEFI 안전 부트 지원
- FedUp이라는 새로운 시스템 업그레이드 유틸리티 도입
- 아나콘다 인스톨러 재작성

### 페도라 19
"Schrödinger's Cat"이라고 불리는 페도라 19가 2013년 7월 2일에 나왔다. 주요 특징은 다음과 같다.
- 아나콘다 인스톨러 개선
- 그놈 3.8, KDE 4.10, 마테 1.6으로 갱신
- MariaDB가 MySQL을 대체
- GCC 4.8로 갱신
- RPM 꾸러미 관리자 4.11로 갱신

### 페도라 20
"Heisenbug"이라고 불리는 페도라 20 이 2013년 12월 17일에 나왔다. 주요 특징은 다음과 같다.
- ARM을 기본 아키텍처로 지원
- 그놈 소프트웨어가 PackageKit을 대체
- 네트워크 매니저에서 브릿징, 본딩 지원, Bluez 5로 갱신
- Boost 1.54로 갱신
- 루비 온 레일즈 4.0, 펄 5.18로 갱신
- 페도라 클라우드 이미지 공식 지원

### 페도라 21
페도라 21부터는 코드네임을 별도로 부여하지 않기로 하였다. 2014년 12월 9일에 출시되었다. 주요 특징은 다음과 같다.
- 그놈 3.14
- 조금씩 다른 사용자층의 요구에 부응하기 위하여 페도라 21부터는 워크스테이션용, 서버용, 데스크탑용으로 설치 이미지가 나뉘어 출시된다.

### 페도라 22
페도라 22는 2015년 5월 26일 출시되었다. 주요 특징은 다음과 같다.
- 그놈 3.16. 특히 알림 시스템을 완전히 다시 만들었으며 창의 스크롤바는 자동으로 숨겨진다.
- DNF가 yum을 완전히 대체하여 기본 패키지 관리자가 되었다.

### 페도라 23
페도라 23은 2015년 11월 3일 출시되었다. 주요 특징은 다음과 같다.
- 그놈 3.18
- 리브레오피스 5

### 페도라 24
페도라 24는 2016년 6월 21일 출시되었다. 주요 특징은 다음과 같다.
- 그놈 3.20

### 버전 내역
| 버전 | 코드명            | 배포일           | 커널     |
| ---- | ----------------- | ---------------- | -------- |
| 1    | Yarrow            | 2003년 11월 5일  | 2.4.22   |
| 2    | Tettnang          | 2004년 5월 18일  | 2.6.5    |
| 3    | Heidelberg        | 2004년 11월 8일  | 2.6.9    |
| 4    | Stentz            | 2005년 6월 13일  | 2.6.11   |
| 5    | Bordeaux          | 2006년 3월 20일  | 2.6.15   |
| 6    | Zod               | 2006년 10월 24일 | 2.6.18   |
| 7    | Moonshine         | 2007년 5월 31일  | 2.6.21   |
| 8    | Werewolf          | 2007년 11월 8일  | 2.6.23-1 |
| 9    | Sulphur           | 2008년 5월 13일  | 2.6.25   |
| 10   | Cambridge         | 2008년 11월 25일 | 2.6.27-5 |
| 11   | Leonidas          | 2009년 6월 9일   | 2.6.29-4 |
| 12   | Constantine       | 2009년 11월 17일 | 2.6.31   |
| 13   | Goddard           | 2010년 5월 25일  | 2.6.33   |
| 14   | Laughlin          | 2010년 11월 2일  | 2.6.35   |
| 15   | Lovelock          | 2011년 5월 24일  | 2.6.38   |
| 16   | Verne             | 2011년 11월 8일  | 3.1.0-7  |
| 17   | BeefyMiracle      | 2012년 5월 29일  | 3.3.7    |
| 18   | Spherical Cow     | 2013년 1월 8일   | 3.6.0    |
| 19   | Schrödinger's Cat | 2013년 7월 2일   | 3.9.0    |
| 20   | Heisenbug         | 2013년 12월 17일 | 3.13.0   |
| 21   |                   | 2014년 12월 9일  | 3.17.4   |
| 22   |                   | 2015년 5월 26일  | 4.0      |
| 23   |                   | 2015년 11월 3일  | 4.2      |
| 24   |                   | 2016년 6월 21일  | 4.5      |

| 지원 상황:        | 지원 상황: | 지원 상황: | 지원 상황: | 지원 상황: |
| ----------------- | ---------- | ---------- | ---------- | ---------- |
| 더 이상 지원 안함 | 지원 중    | 현재 버전  | 준비 중    |            |

### 페도라 스크린샷

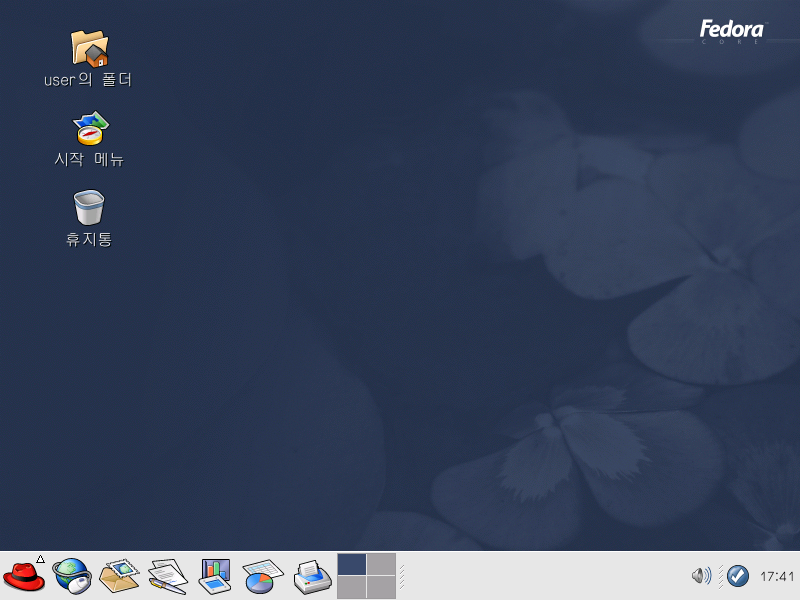
페도라 코어 1
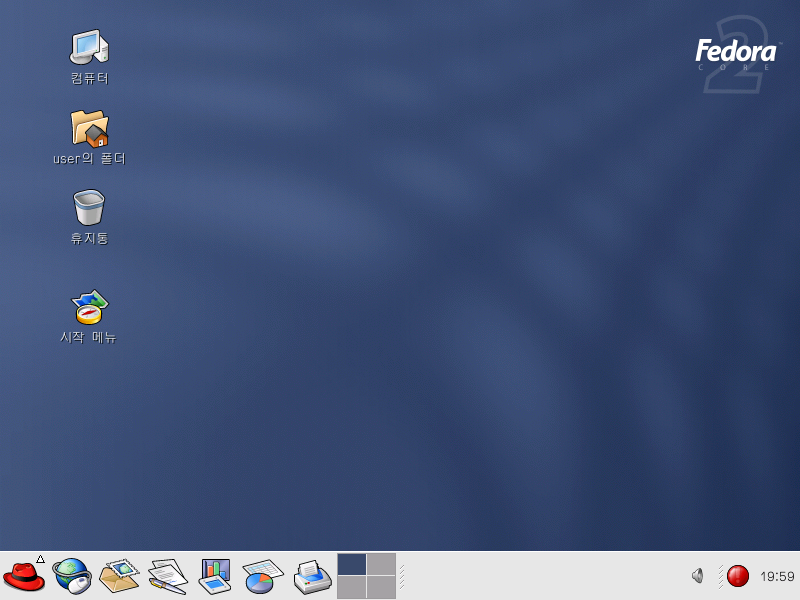
페도라 코어 2
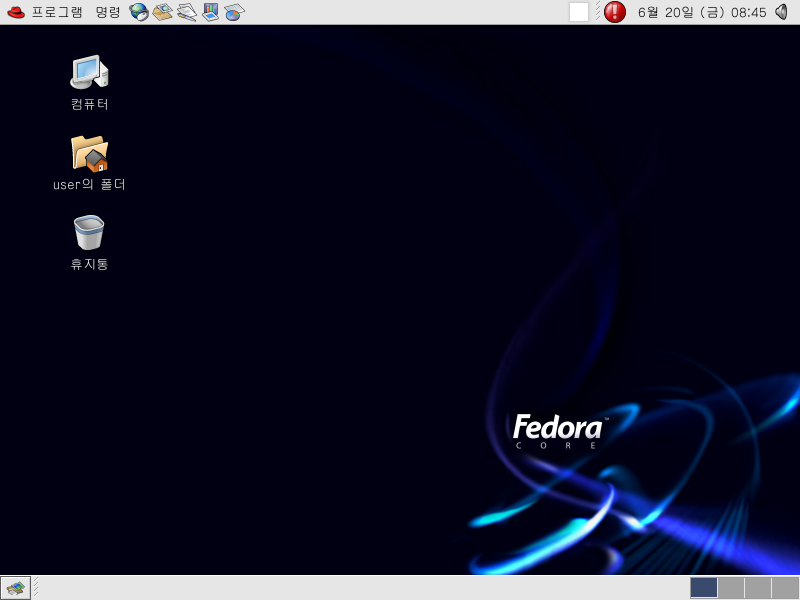
페도라 코어 3
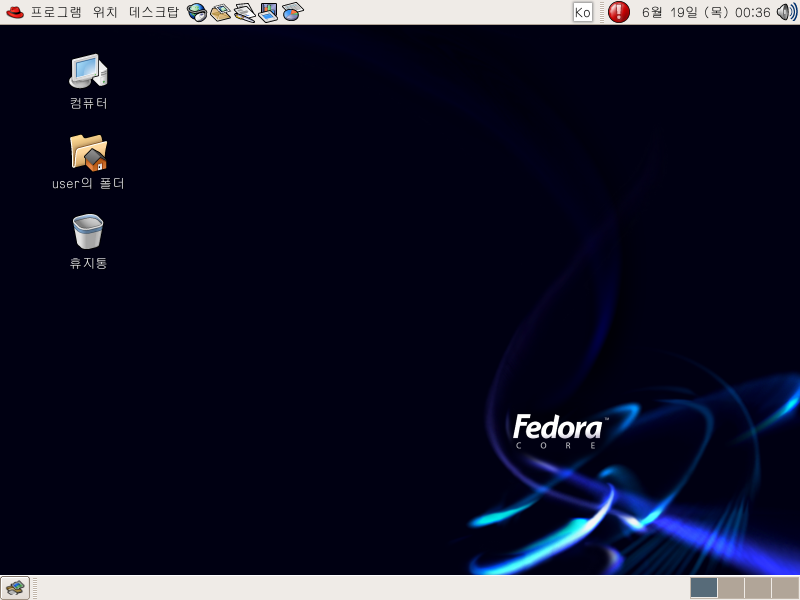
페도라 코어 4
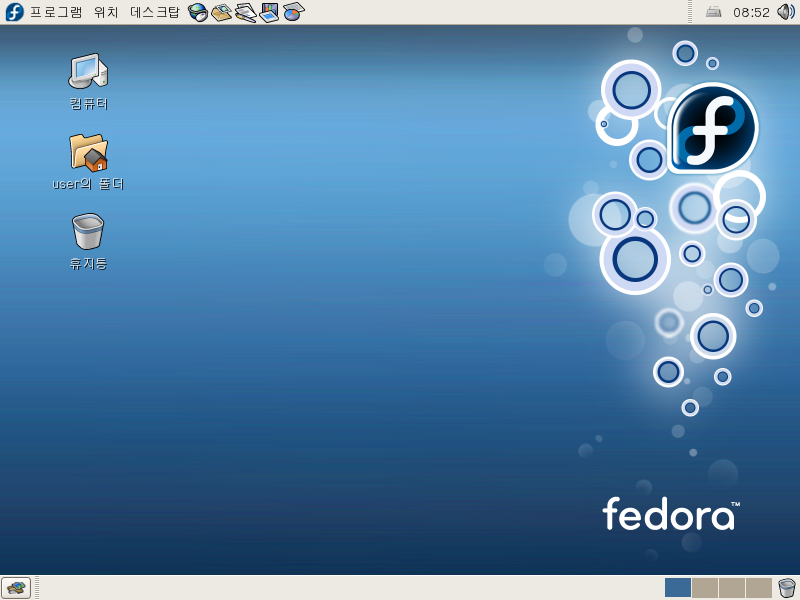
페도라 코어 5
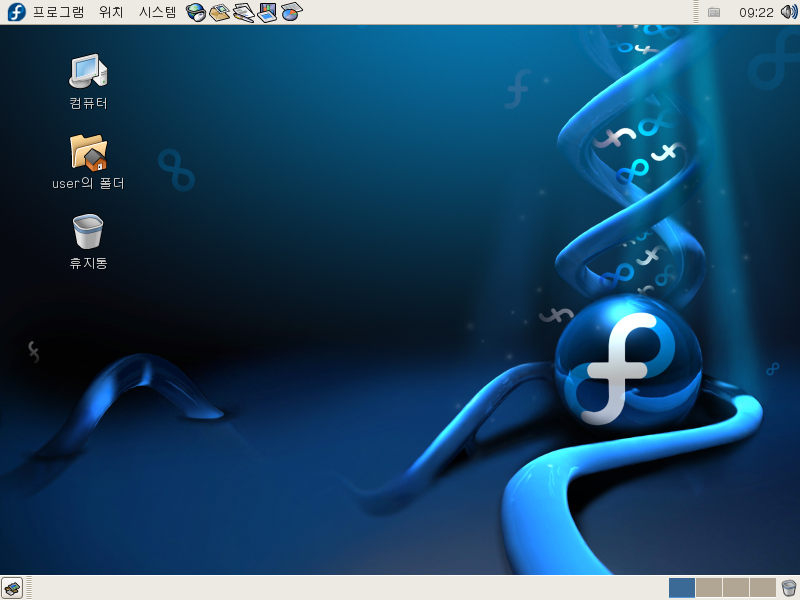
페도라 코어 6
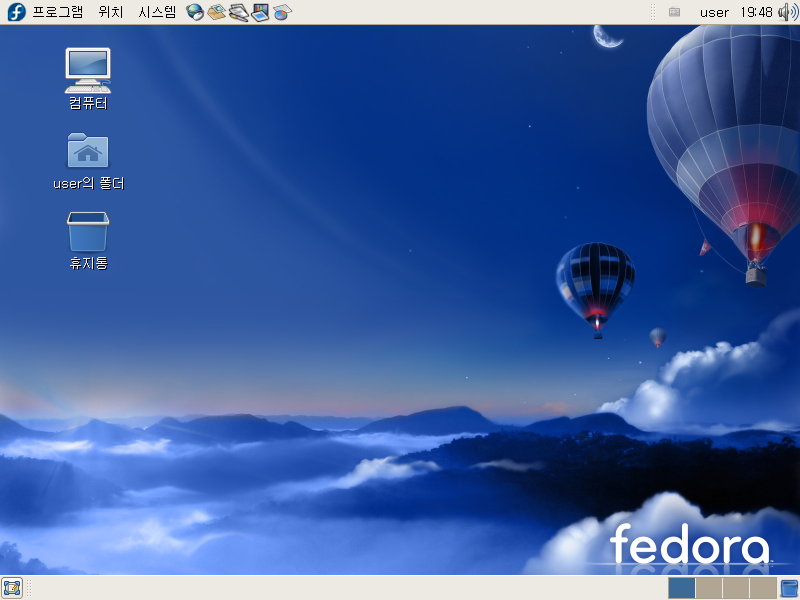
페도라 7
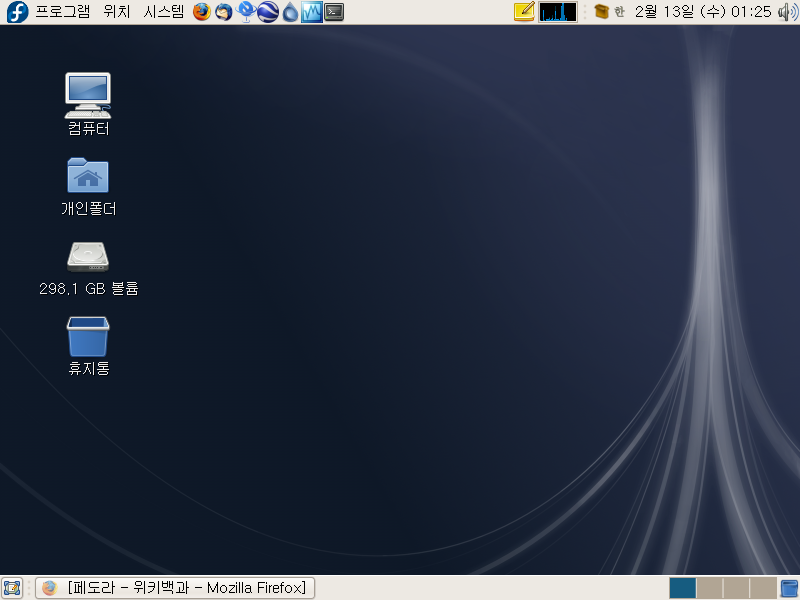
페도라 8
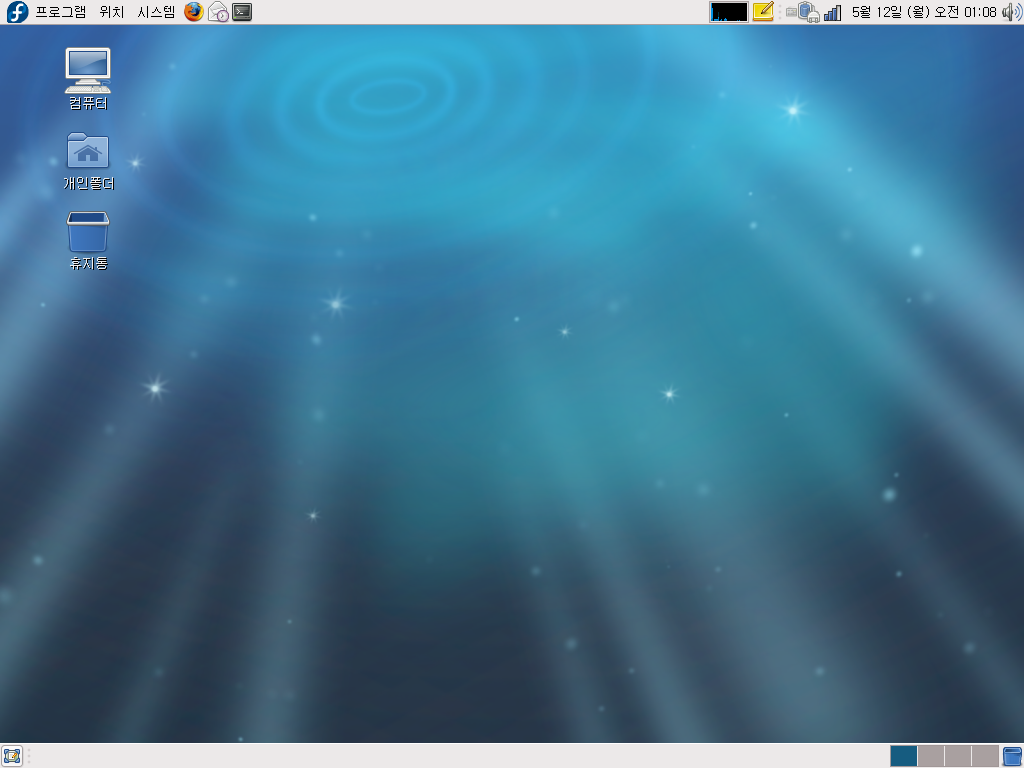
페도라 9
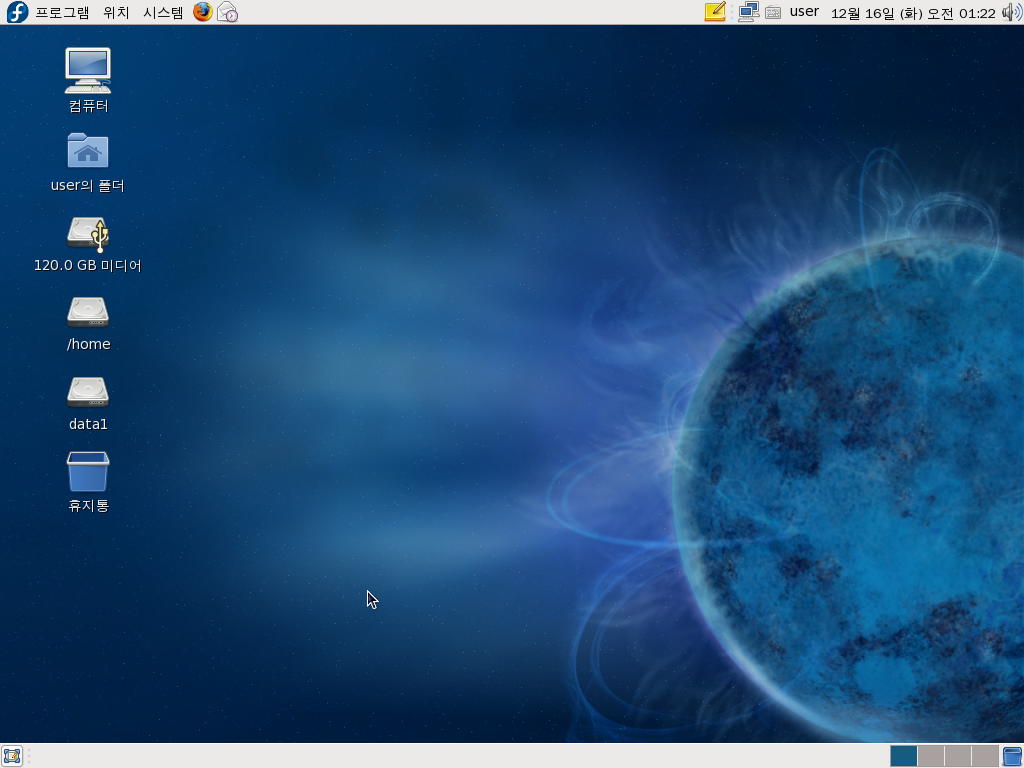
페도라 10
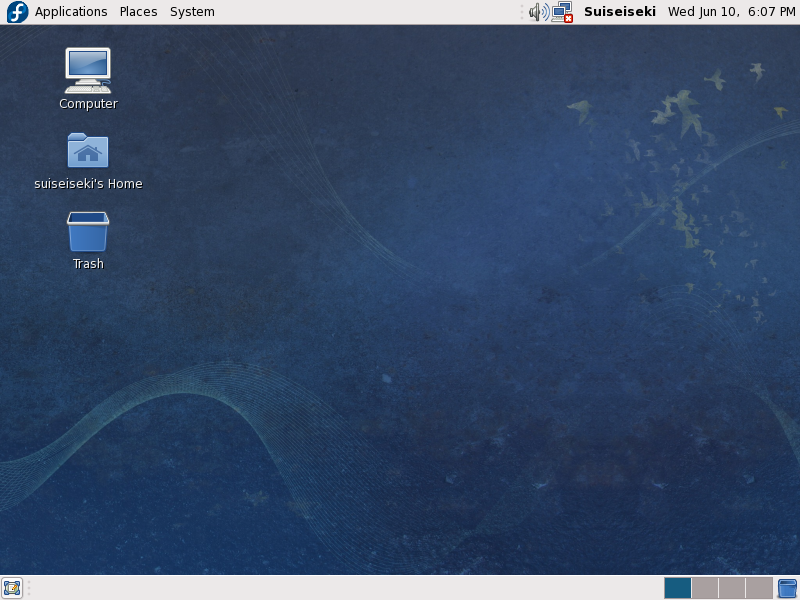
페도라 11
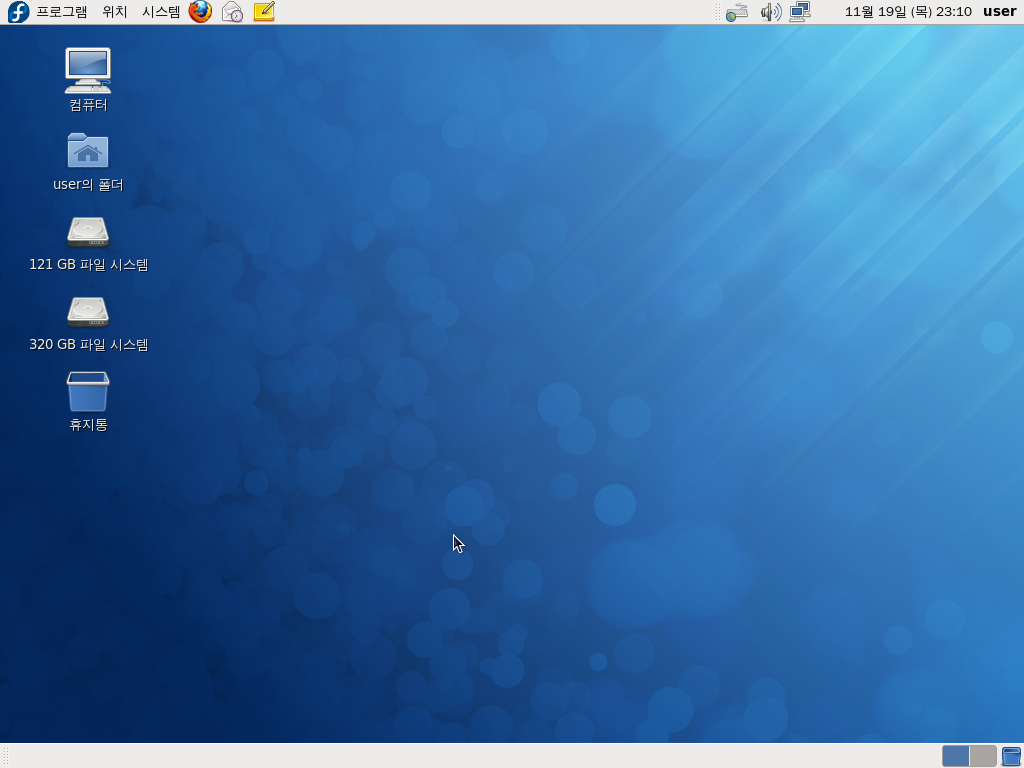
페도라 12
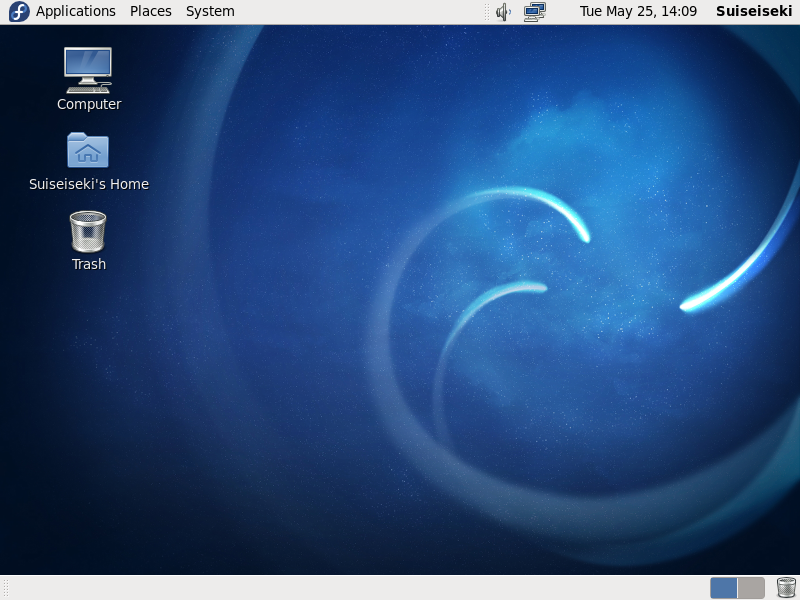
페도라 13
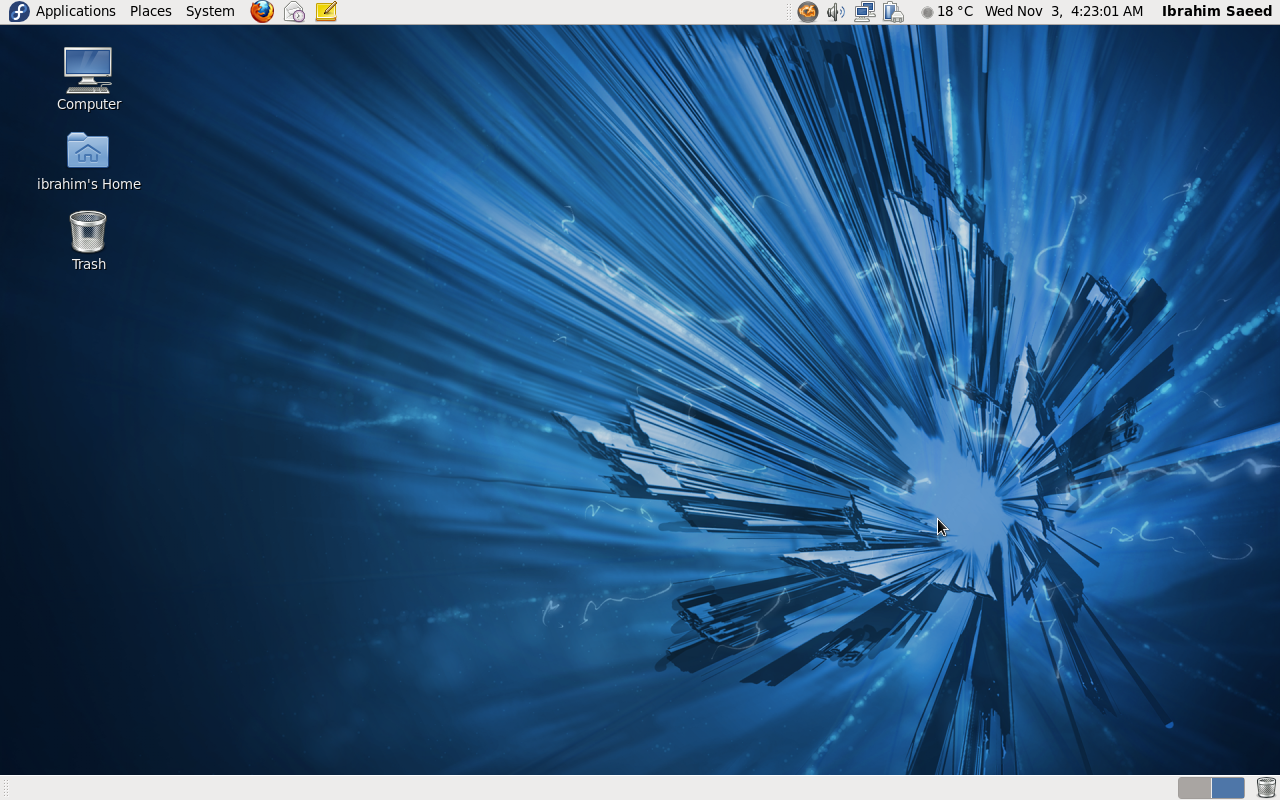
페도라 14
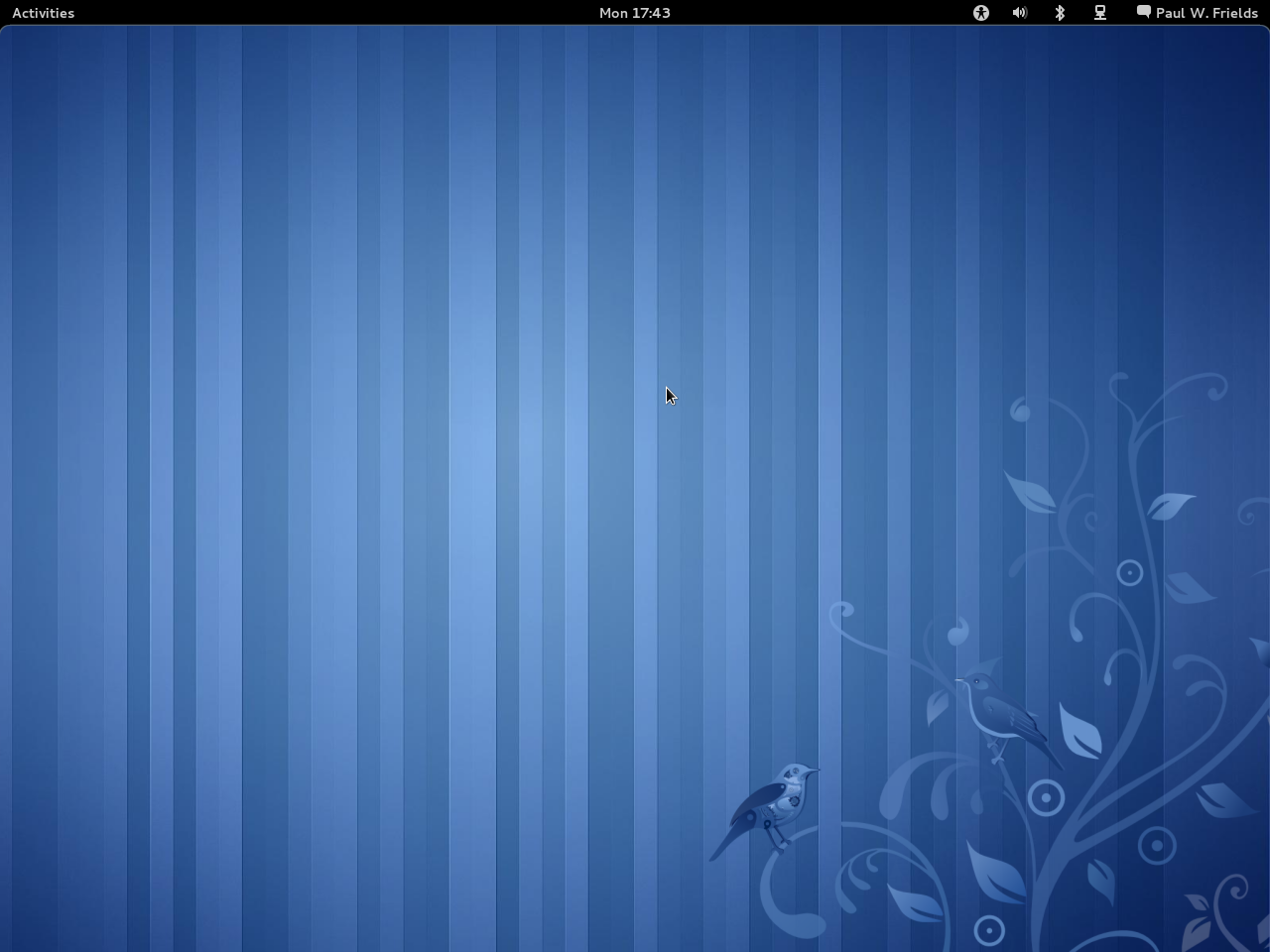
페도라 15
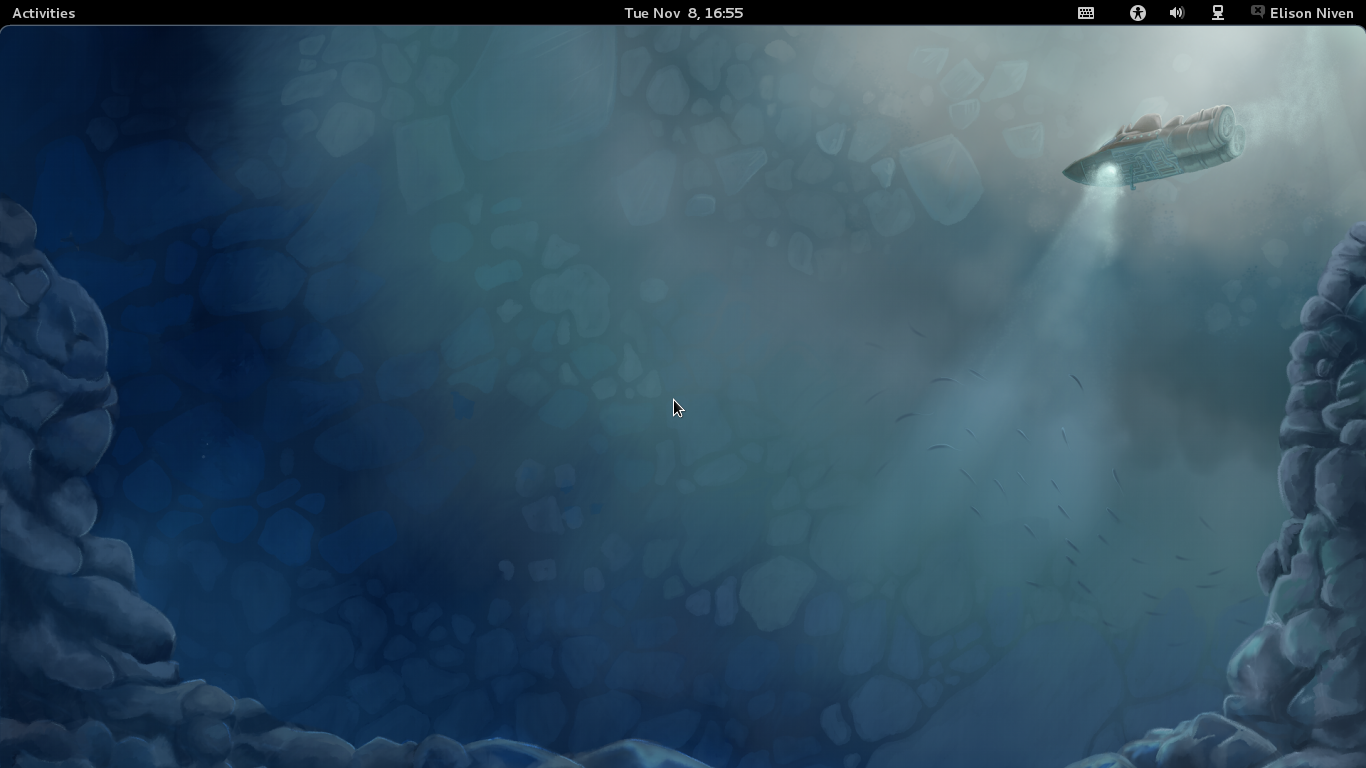
페도라 16
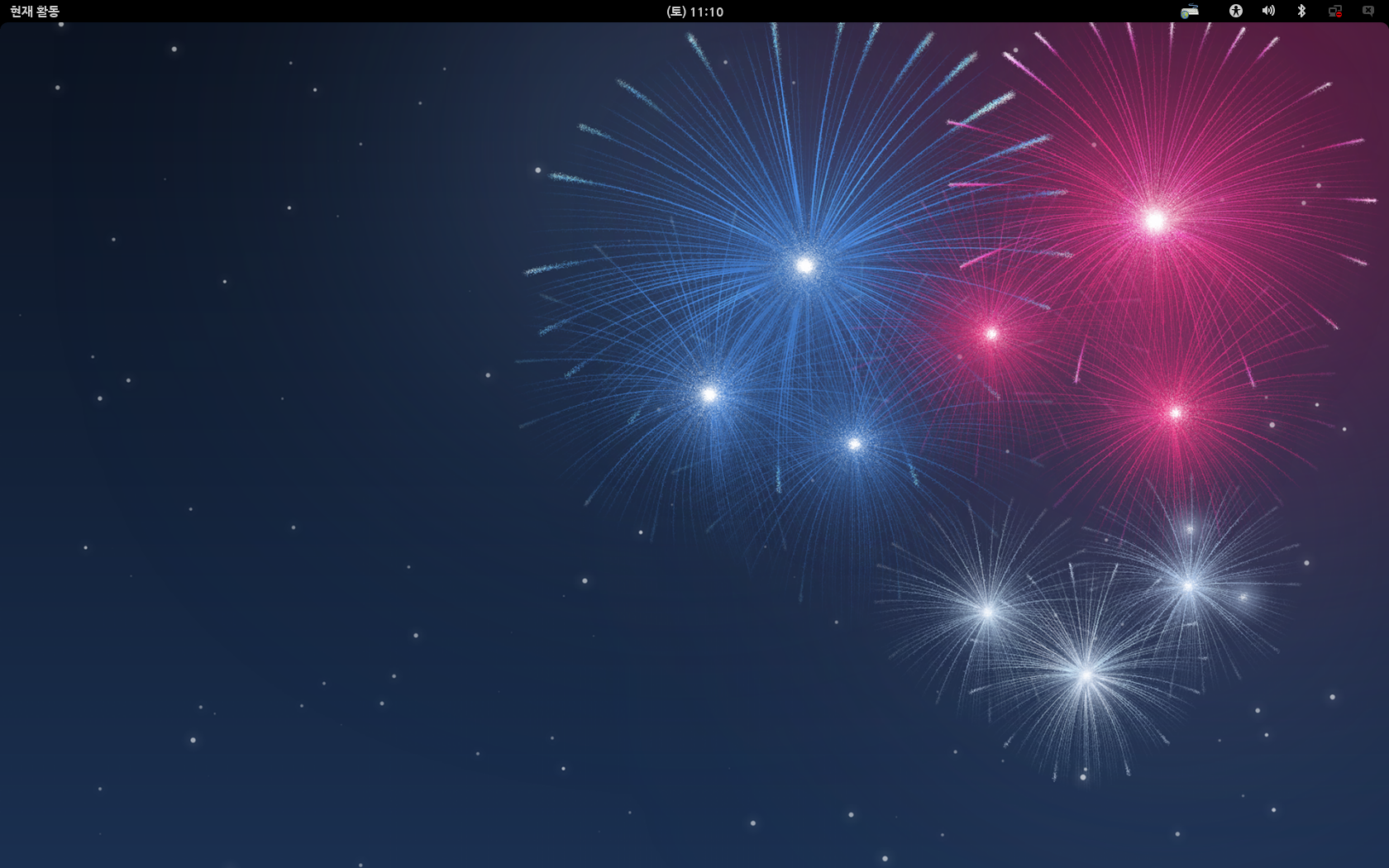
페도라 17
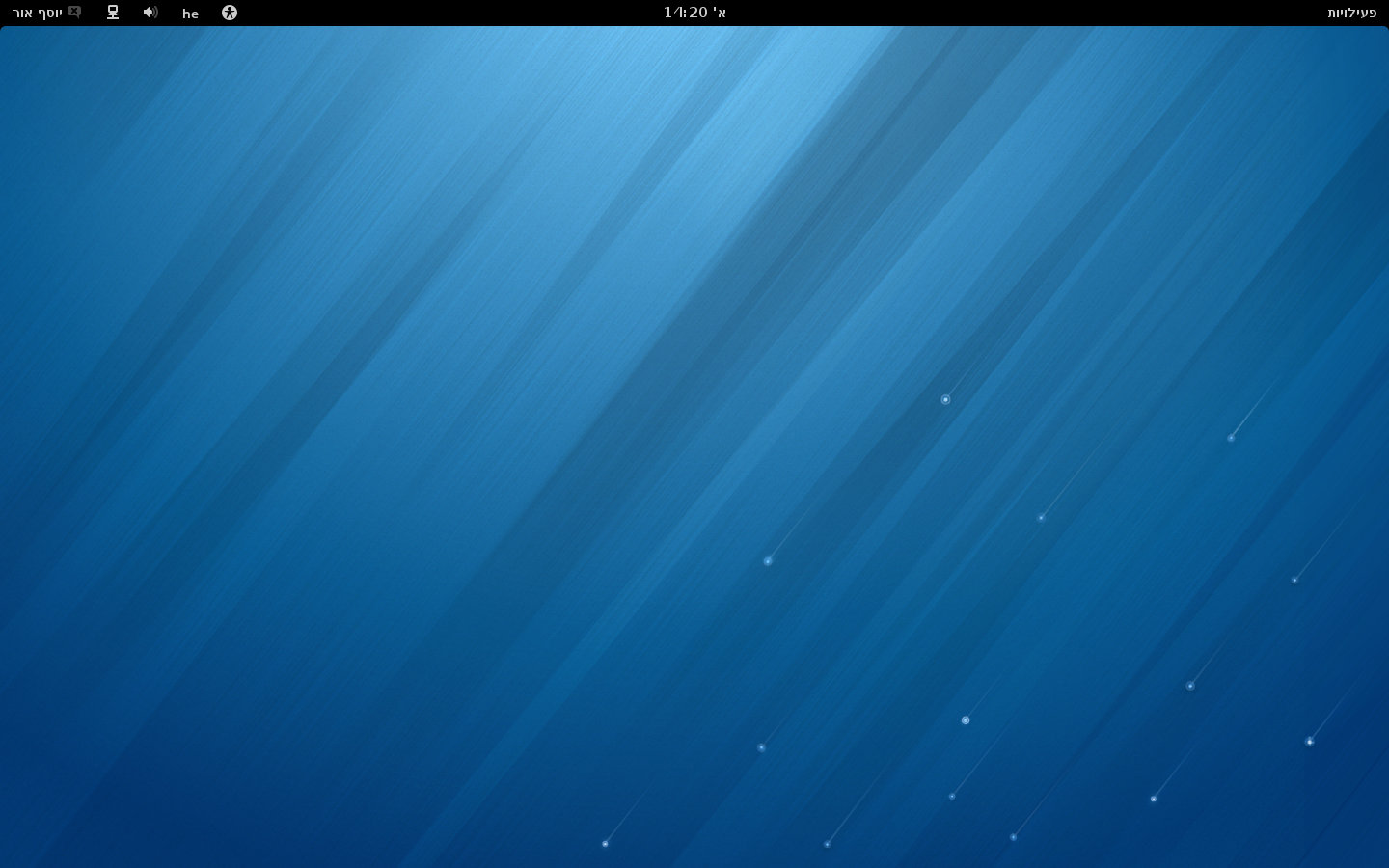
페도라 18
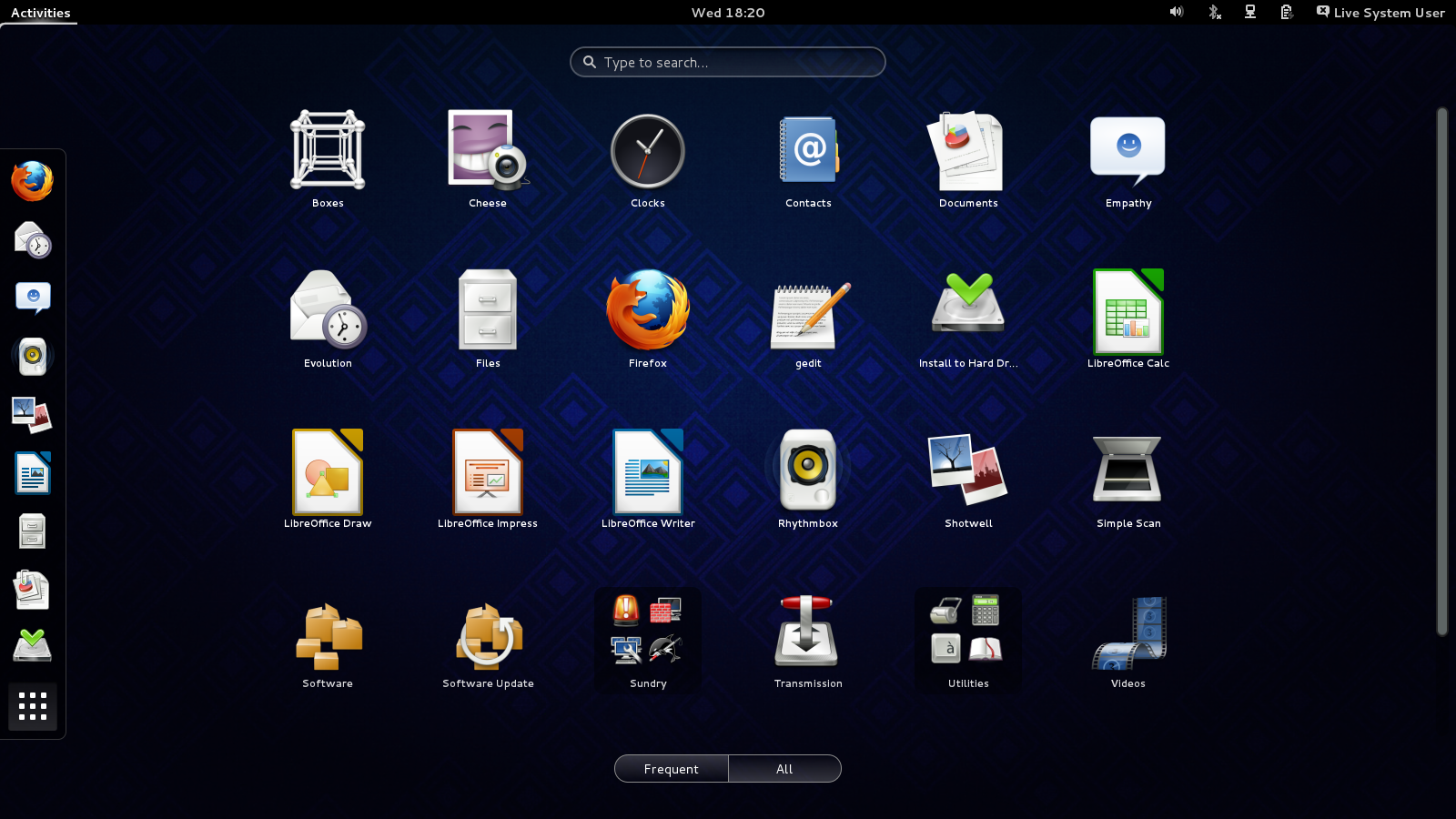
페도라 19
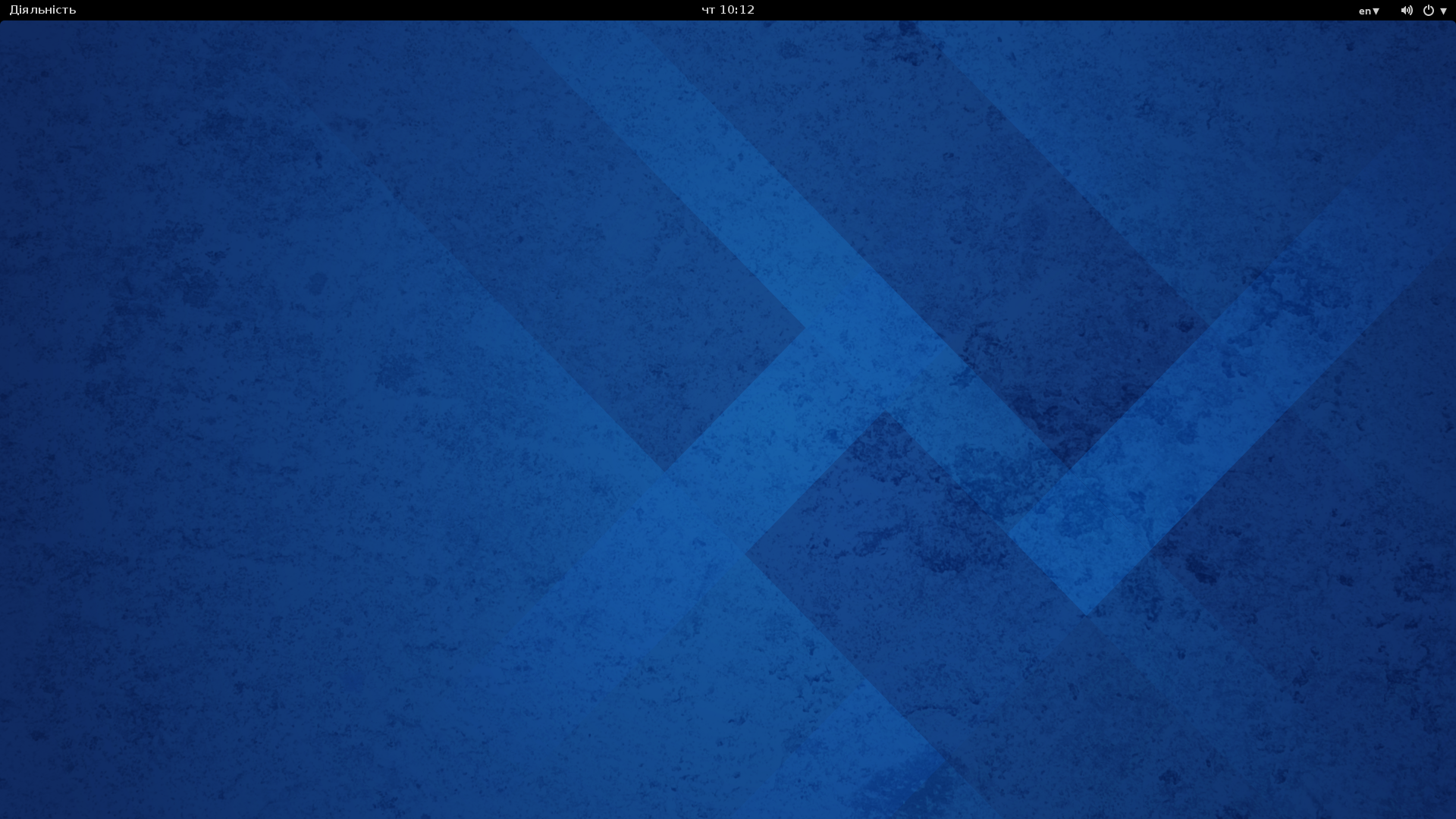
페도라 20
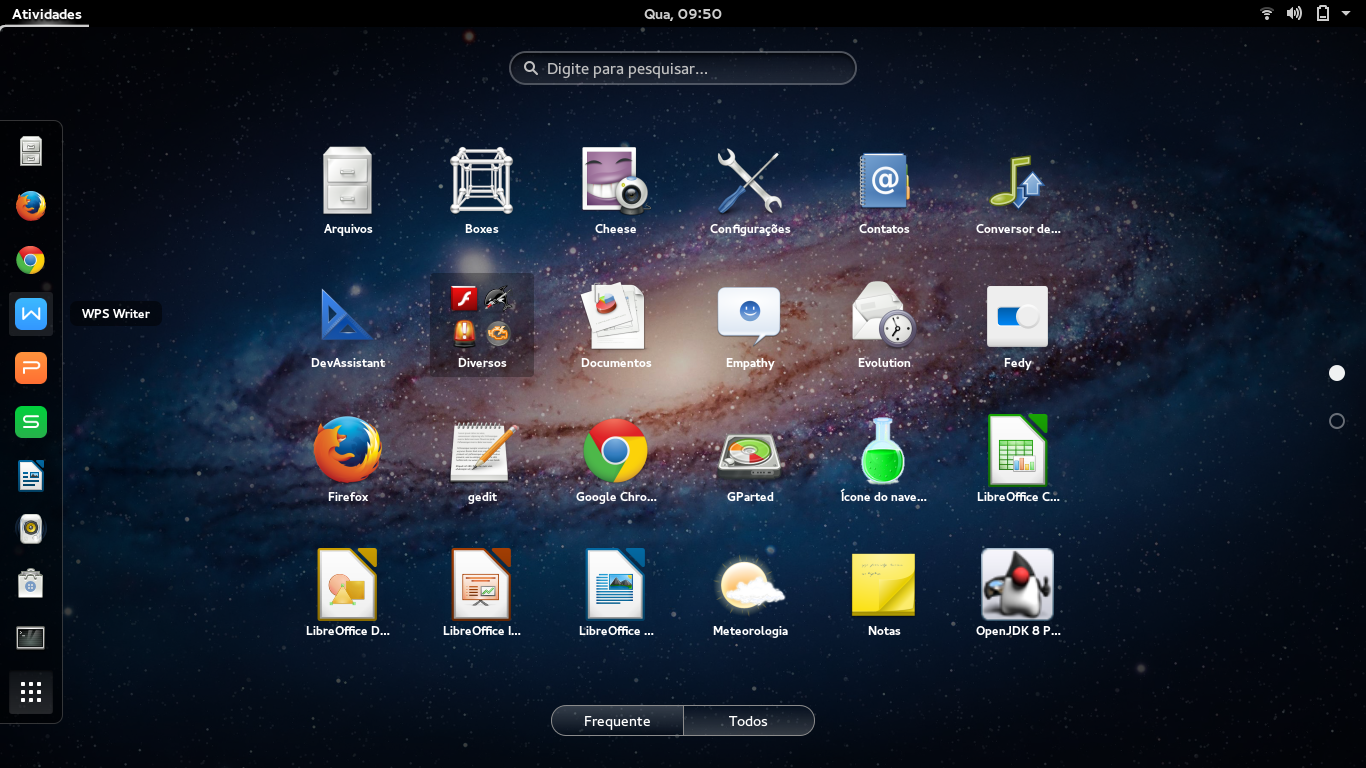
페도라 21
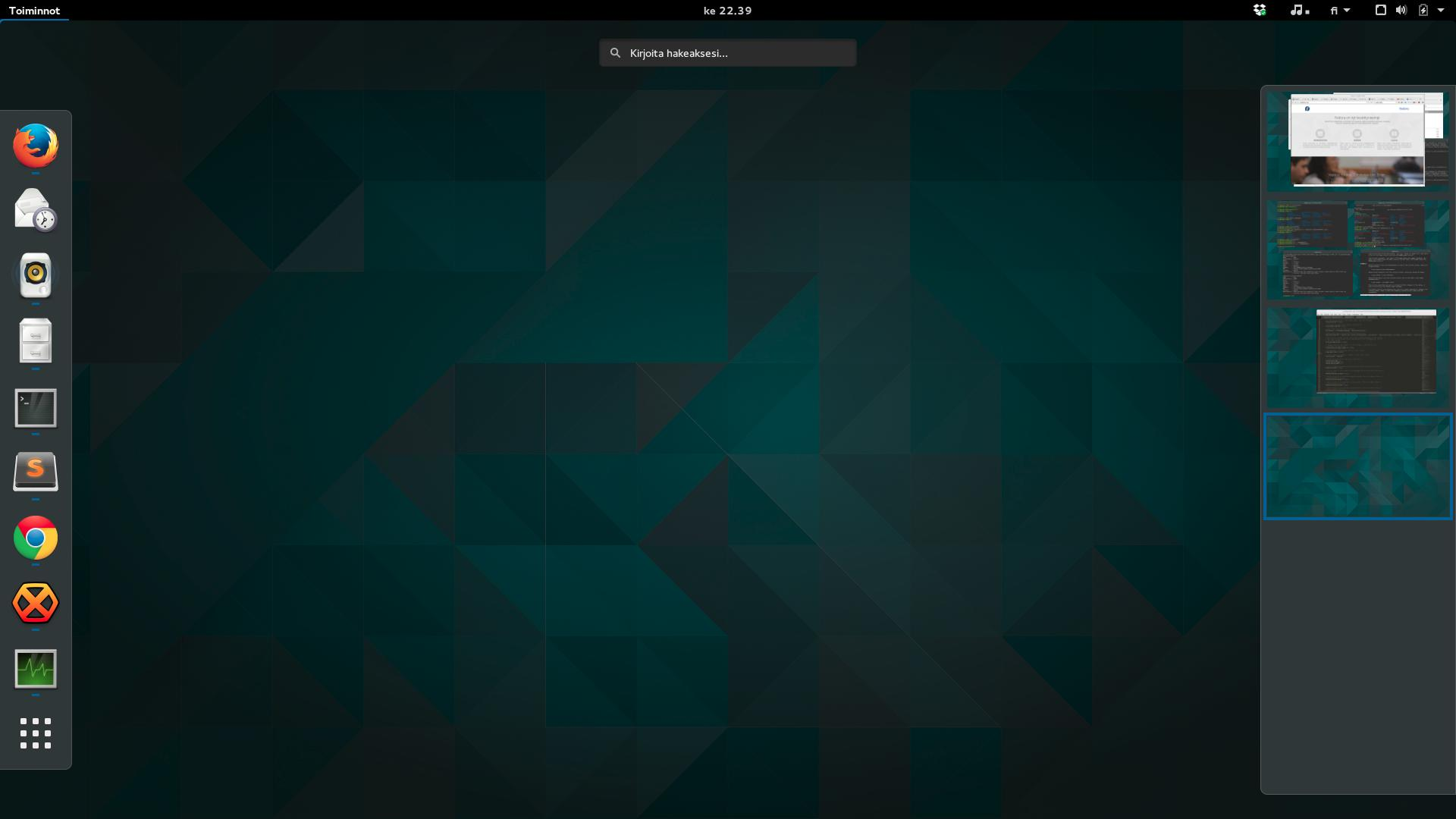
페도라 22
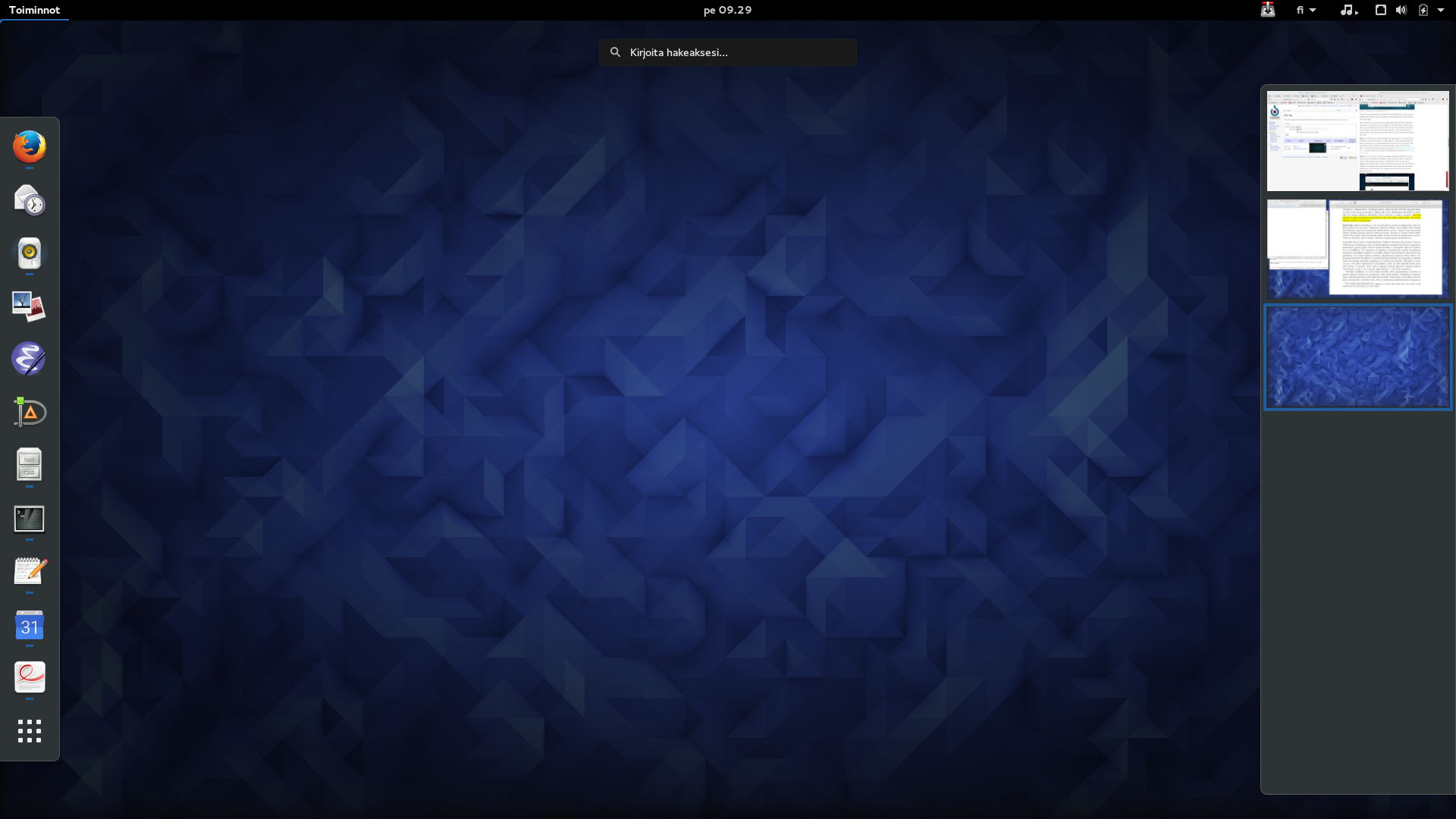
페도라 23
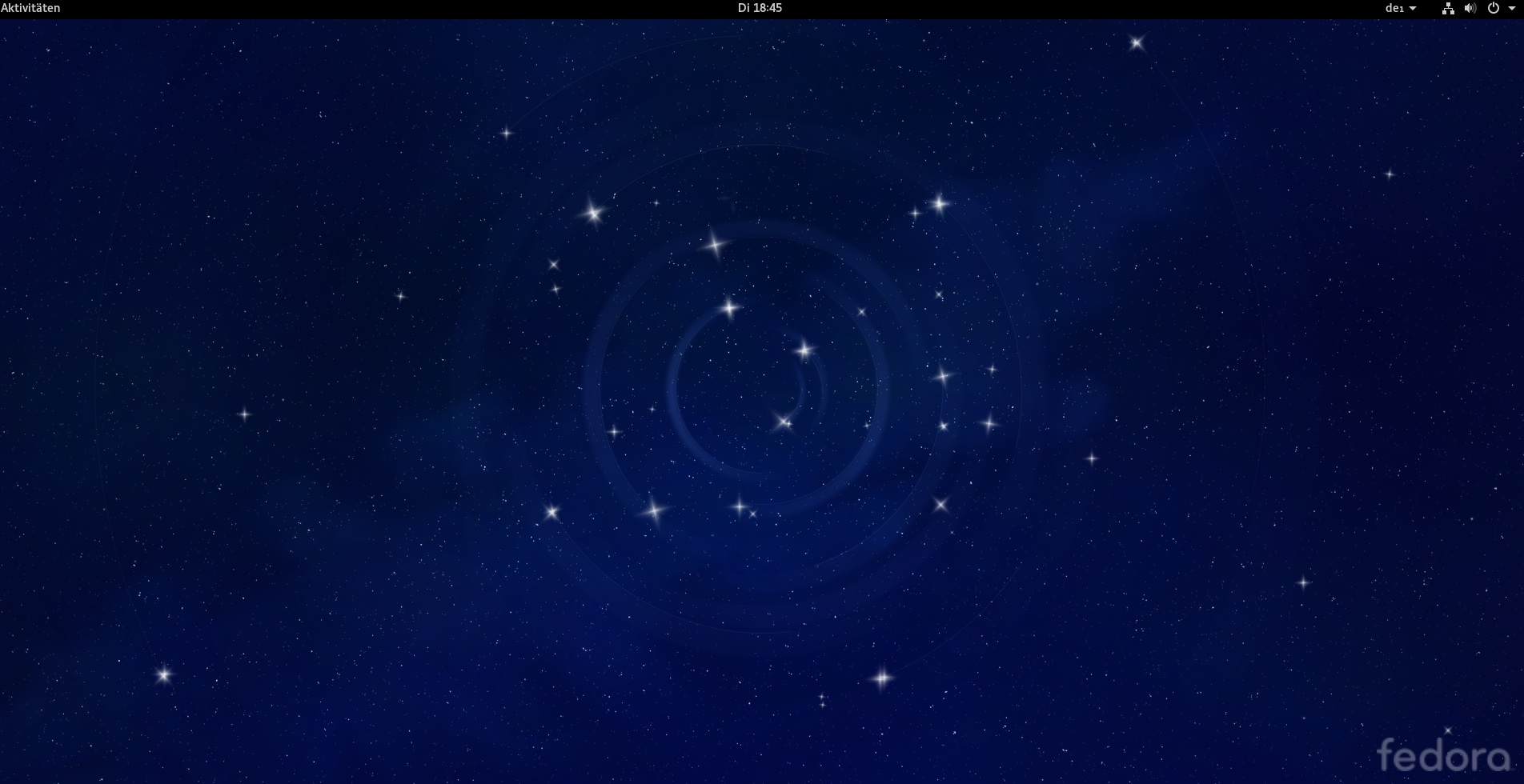
페도라 24
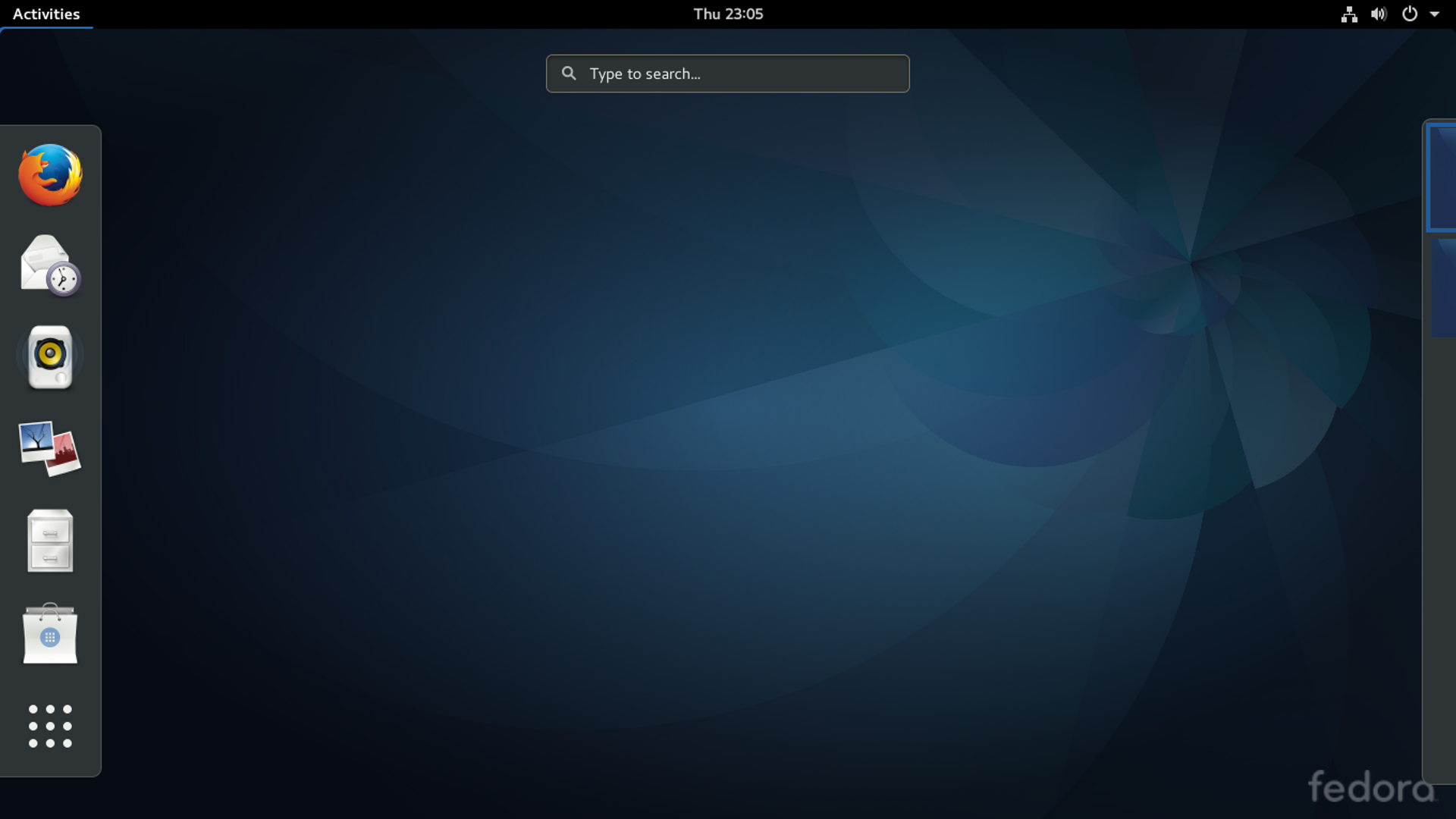
페도라 25

## 단축키
유용한 단축키 (shortcut key)
- Alt+F1 바탕화면 전환
- Alt+Tab ↹ 사용중인 응용프로그램 간 전환

이외에도, 설정창에서 키보드항목으로 들어가면 응용프로그램(application)을 단축키로 등록할 수 있는 기능을 제공한다.

## 같이 보기
- 레드햇 리눅스
- 페도라 프로젝트